# Costa Montanesa
Costa Montanesa – region turystyczny w Hiszpanii, obejmujący atlantyckie wybrzeże Starej Kastylii ze znanym kąpieliskiem w Santanderze.